# March 821
Chronologie des modèles (1982)
March 811 RAM March 01
March 87P
La March 821 est une monoplace de Formule 1 engagée par l'écurie britannique March Engineering dans le cadre du championnat du monde de Formule 1 1982. Mue par un moteur V8 Ford-Cosworth DFV, elle est pilotée par l'Allemand Jochen Mass, remplacé par le Britannique Rupert Keegan à partir du Grand Prix d'Allemagne, et par le Brésilien Raul Boesel.
Entre les Grands Prix de Belgique et des Pays-Bas, une troisième monoplace est confiée à l'Espagnol Emilio de Villota par l'entremise de Mike Earle, le patron de l'écurie de Formule 2 Onyx Grand Prix. La structure, nommée LBT Team March, constitue la dernière écurie privée de l'histoire de la Formule 1.

## Résultats en championnat du monde de Formule 1

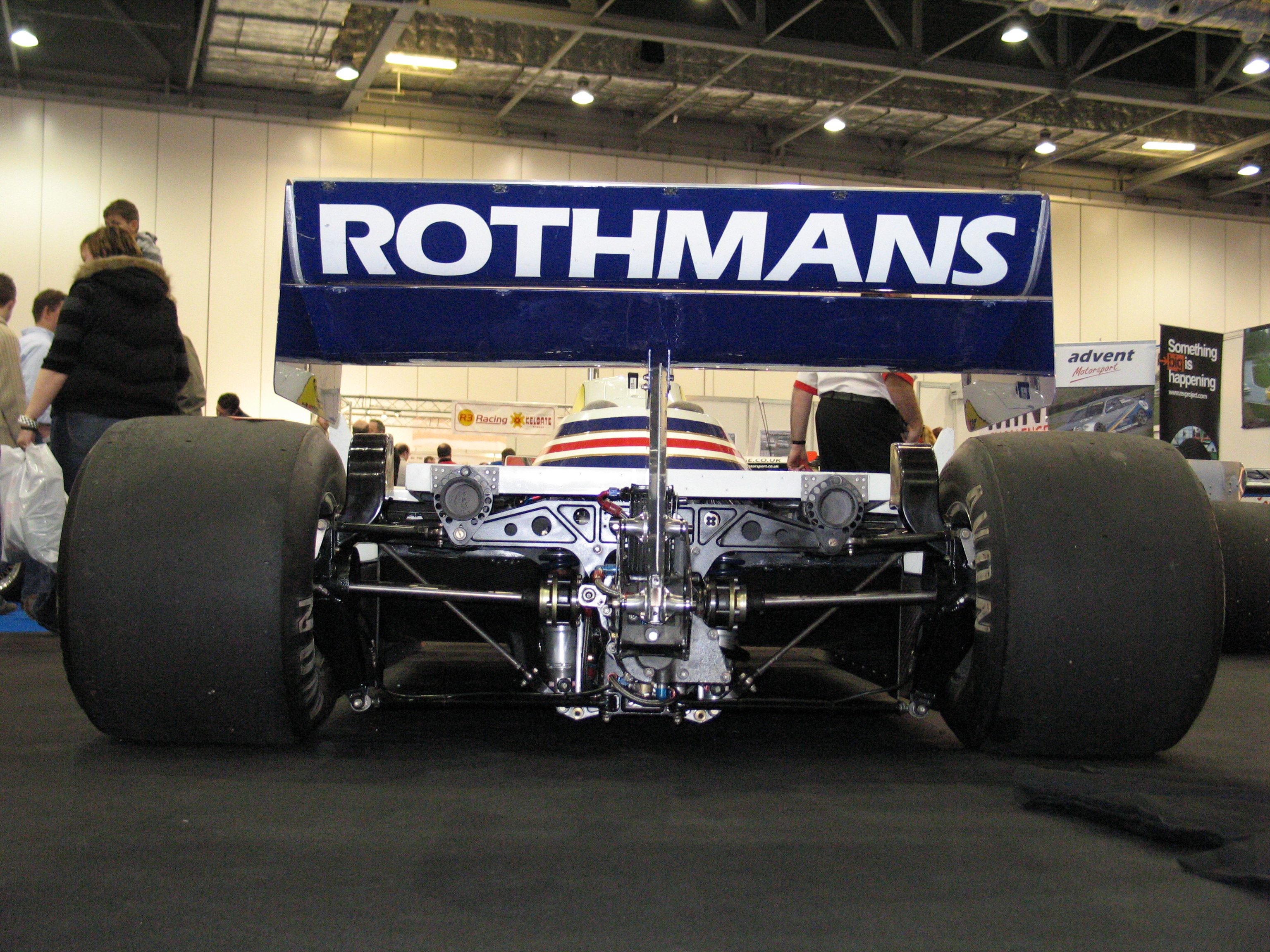
L'arrière de la March 821.

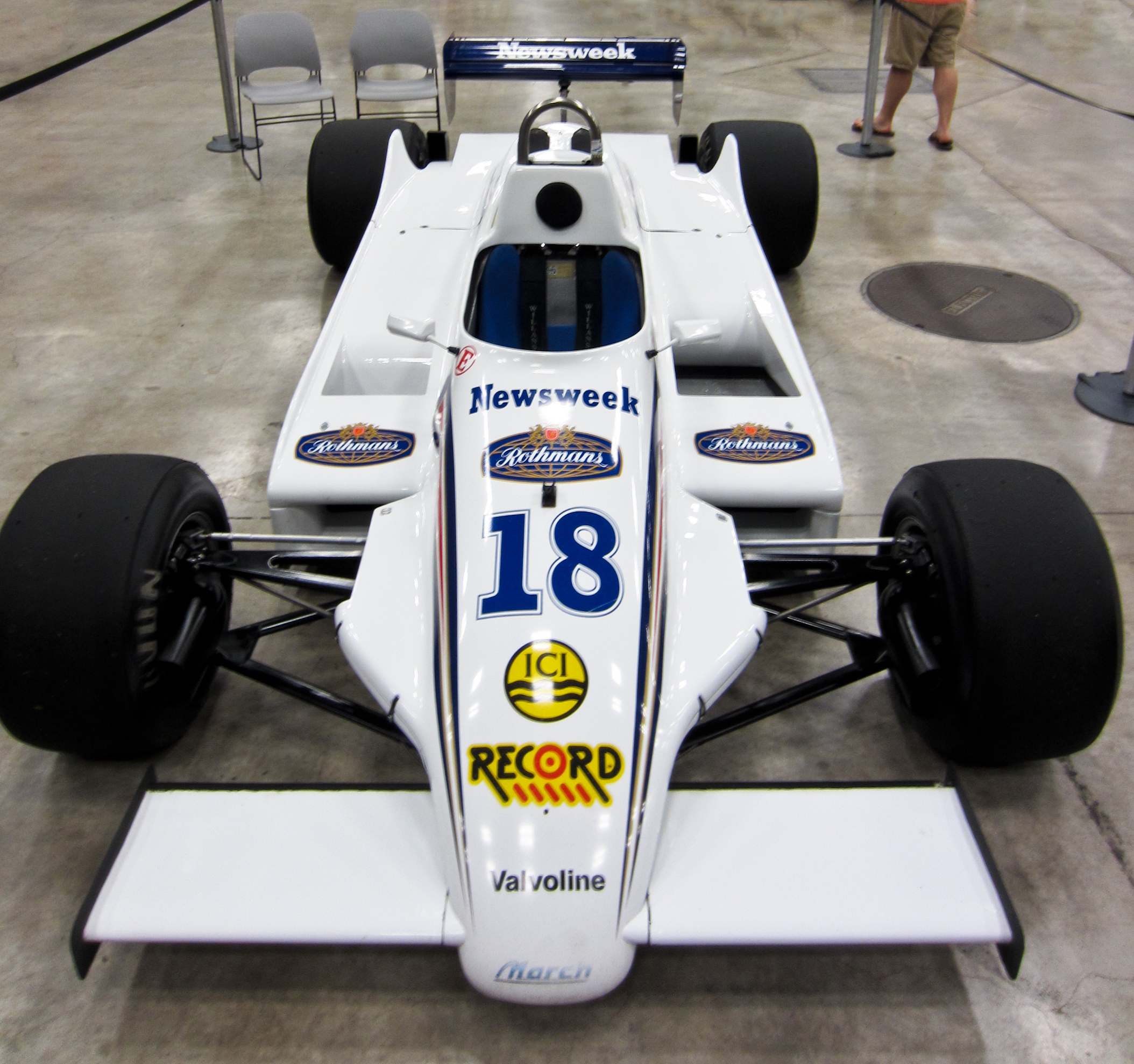
La March 821 vue de haut.

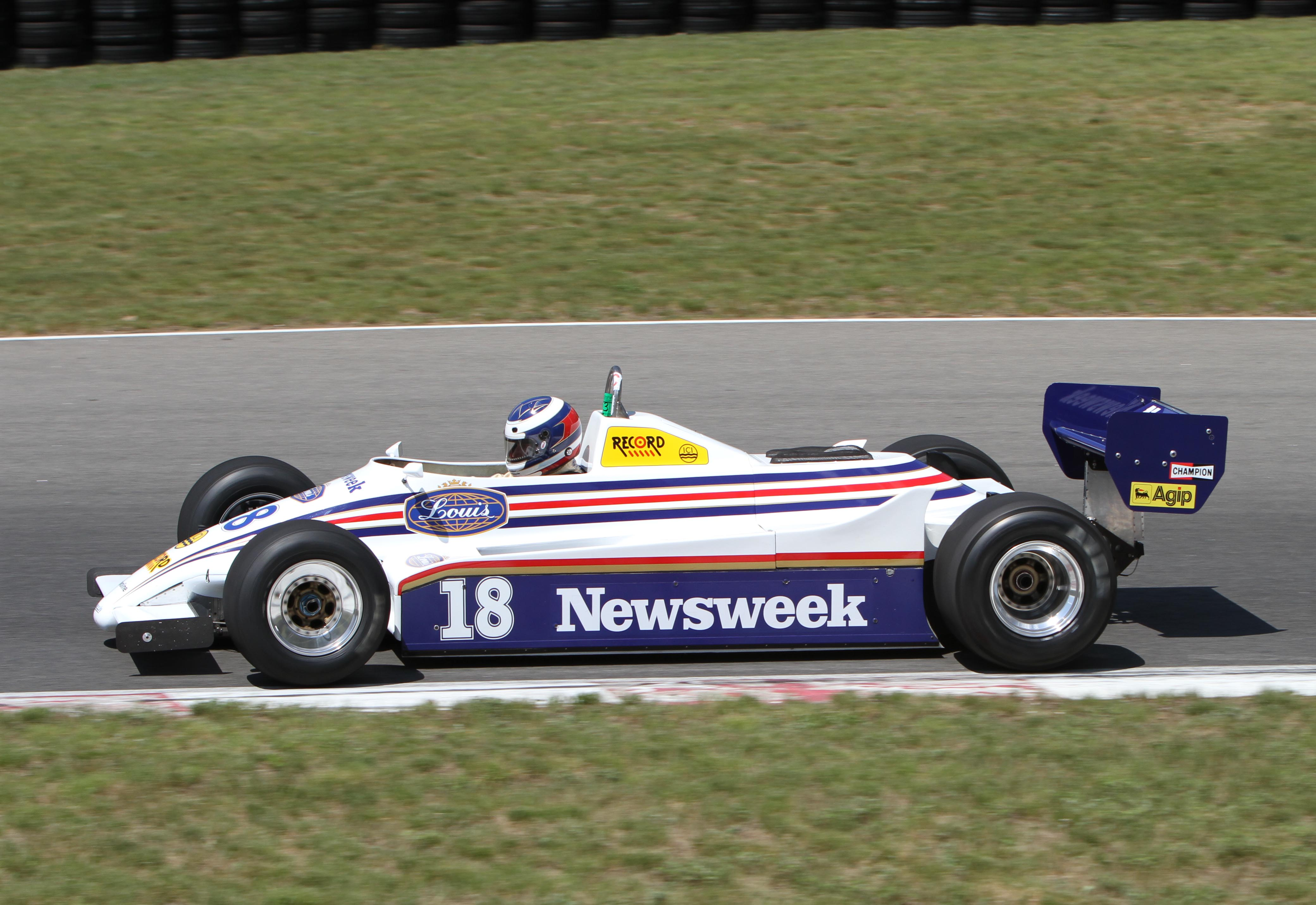
La March 821 en démonstration en 2010 sur le circuit Mont-Tremblant.

| Saison | Écurie                                               | Moteur               | Pneus    | Pilotes           | Courses | Courses | Courses | Courses | Courses | Courses | Courses | Courses | Courses | Courses | Courses | Courses | Courses | Courses | Courses | Courses | Points inscrits | Classement |
| Saison | Écurie                                               | Moteur               | Pneus    | Pilotes           | 1       | 2       | 3       | 4       | 5       | 6       | 7       | 8       | 9       | 10      | 11      | 12      | 13      | 14      | 15      | 16      | Points inscrits | Classement |
| ------ | ---------------------------------------------------- | -------------------- | -------- | ----------------- | ------- | ------- | ------- | ------- | ------- | ------- | ------- | ------- | ------- | ------- | ------- | ------- | ------- | ------- | ------- | ------- | --------------- | ---------- |
| 1982   | March Grand Prix Team Rothmans March Grand Prix Team | Ford-Cosworth DFV V8 | Goodyear |                   | AFS     | BRÉ     | EUO     | SMR     | BEL     | MON     | EUE     | CAN     | P-B     | GBR     | FRA     | ALL     | AUT     | SUI     | ITA     | LVE     | 0               | 15e        |
| 1982   | March Grand Prix Team Rothmans March Grand Prix Team | Ford-Cosworth DFV V8 | Goodyear | Jochen Mass       | 12e     | 8e      | 8e      |         | Abd.    | Nq      | 7e      | 11e     | Abd.    | 10e     | Abd.    |         |         |         |         |         | 0               | 15e        |
| 1982   | March Grand Prix Team Rothmans March Grand Prix Team | Ford-Cosworth DFV V8 | Goodyear | Rupert Keegan     |         |         |         |         |         |         |         |         |         |         |         | Nq      | Abd.    | Abd.    | Nq      | 12e     | 0               | 15e        |
| 1982   | March Grand Prix Team Rothmans March Grand Prix Team | Ford-Cosworth DFV V8 | Goodyear | Raul Boesel       | 15e     | Abd.    | 10e     |         | 8e      | Npq.    | Abd.    | Abd.    | Abd.    | Nq      | Nq      | Abd.    | Nq      | Abd.    | Nq      | 10e     | 0               | 15e        |
| 1982   | LBT Team March                                       | Ford-Cosworth DFV V8 | Goodyear | Emilio de Villota |         |         |         |         | Npq.    | Npq.    | Nq      | Nq      | Npq.    |         |         |         |         |         |         |         | 0               | 15e        |